# Duży Pochylec
Duży Pochylec – skała na orograficznie lewym zboczu Doliny Prądnika na Wyżynie Olkuskiej. Jest jedną z dwóch położonych blisko siebie skał zwanych Pochylcami (druga skała to Pochylec). Skały te znajdują się przy skrzyżowaniu drogi nr 773 z drogą do Ojcowa. 
Pochylce znajdują się na obszarze Ojcowskiego Parku Narodowego. Wspinaczom udało się dojść do porozumienia z dyrekcją tego parku, która udostępniła obydwie skały do wspinaczki na określonych warunkach. Dzięki zgodzie dyrekcji parku udało się dostosować obydwa Pochylce do wspinaczki. W 2006 r. na szczycie Dużego Pochylca A. Marcisz osadził kilka punktów zjazdowych. Poważniejsze prace eksploracyjne rozpoczęto w 2015 roku. Polegały m.in. na oczyszczeniu skały z kruszyzny i osadzeniu punktów asekuracyjnych. Na Dużym Pochylcu do 2015 r. wytyczono 11 dróg wspinaczkowych oraz 3 projekty. 7 dróg ma zamontowane stałe punkty asekuracyjne: ringi (r) i stanowiska zjazdowe (st). Na 4 drogach wspinaczka tradycyjna (trad), ale planowane jest również obicie ich ringami.

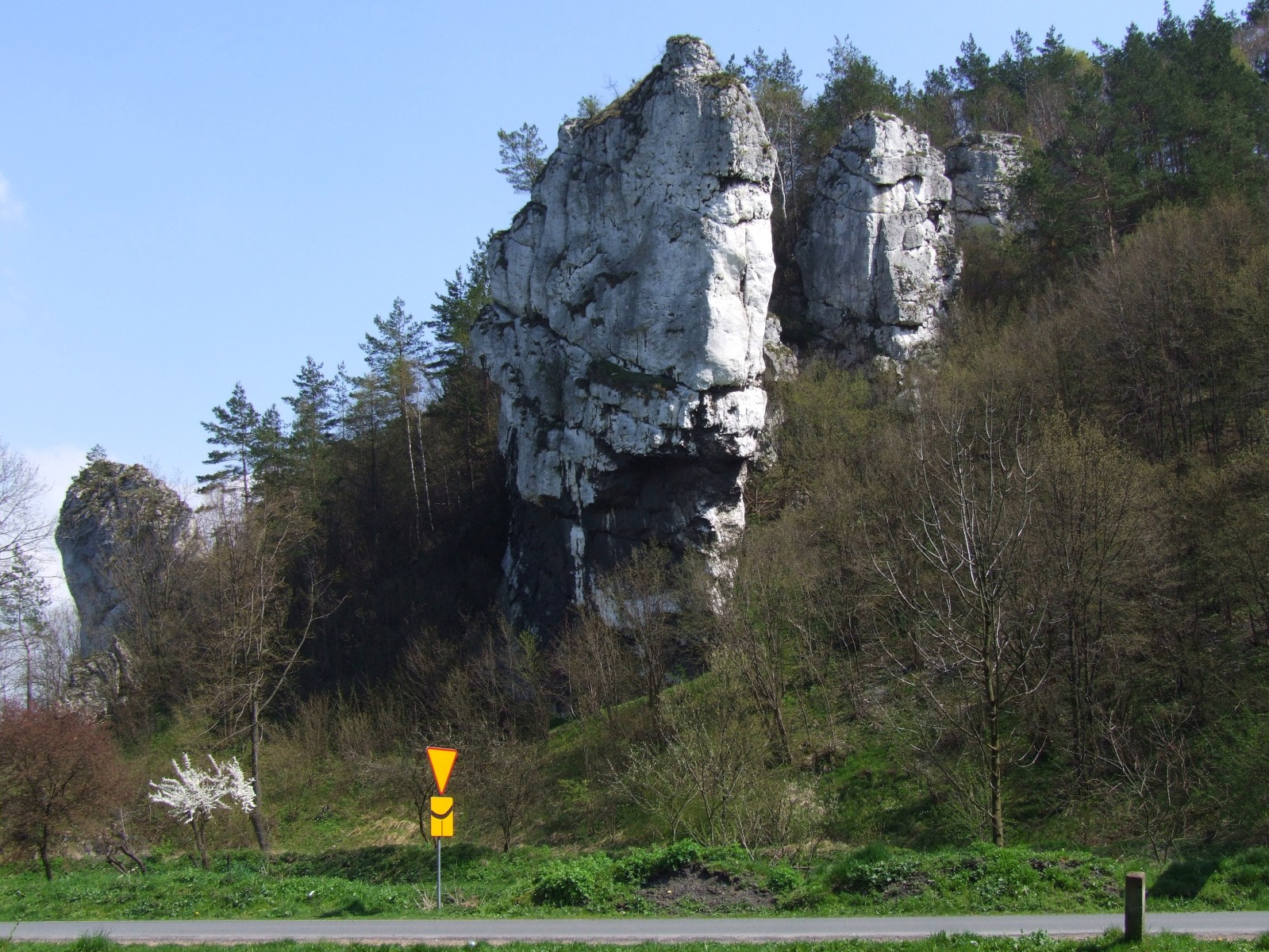
Pochylce
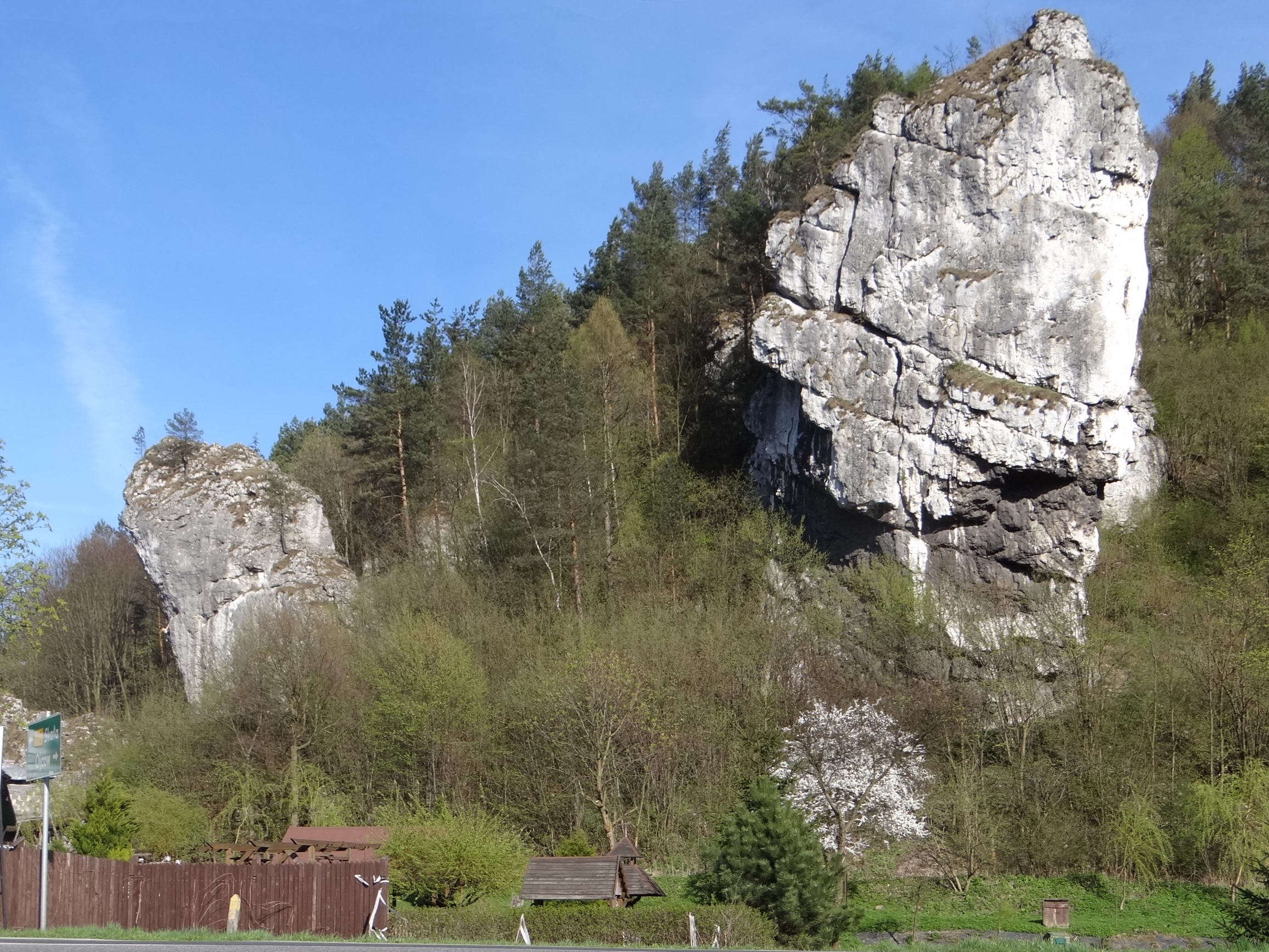
Pochylce
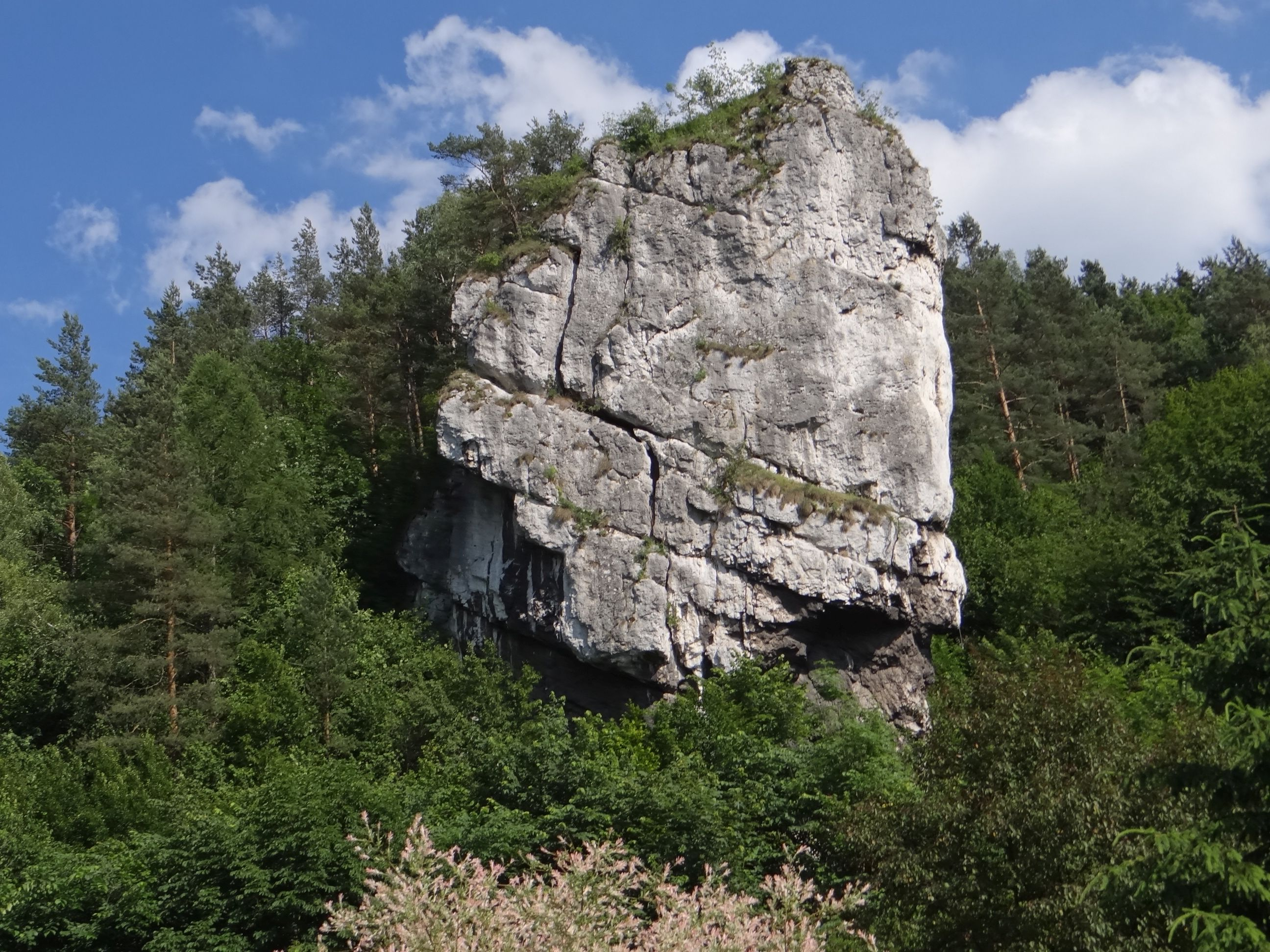
Duży Pochylec

## Drogi wspinaczkowe
1. The Trooper; VI.1+ (trad) – charakterystyczna rysa środkiem zachodniej ściany
2. Ma gira; VI.4+ (12r + st) – pierwsza ubezpieczona droga od lewej
3. Projekt
4. Karp i ja; VI.3+ (10r + st)
5. Sen typa; VI.4 (11r + st)
6. Magia zapasu; VI+ (trad)
7. Projekt (Ranny slalom direct)
8. Mister Twister; VI.4+ (12r + st)
9. Leserówka; VI.4 (12r + st)
10. Leserówka wprost; VI.3+/4 (11r + st)
11. Żądza męskiego czynu; V+ (trad)
12. Czyn taternicki; VI (trad)
13. Dogięcia zwierzęcia; VI.4 (9r + st)
14. Projekt
15. Projekt[2].

Na Dużym Pochylcu występuje kruszyzna. W związku z tym zaleca się nie przebywanie bezpośrednio pod wspinaczami, a asekurujący powinien być w kasku.